# Muhamed Fazlagić
Muhamed Fazlagić (auch bekannt als: Fazla, * 17. April 1967 in Sarajevo) ist ein bosnischer Popsänger.

## Leben und Wirken
Er war 1993 zusammen mit seiner Band der Gewinner des Vorentscheids von Bosnien und Herzegowina und somit der erste Vertreter des Staatenbundes beim Eurovision Song Contest. Beim Wettbewerb in Millstreet erreichte er mit seinem Antikriegslied Sva bol svijeta den 16. Platz.
In jenem Jahr erschien das gleichnamige Debütalbum des Sängers. Er ging danach in die Vereinigten Staaten, wo er seinen Master of Science an der Kentucky State University machte. 2006 erschien eine Single und 2008 ein neues Album von ihm in seiner Heimat.

## Diskografie
Alben
- 1993: Sva bol svijeta
- 2008: Zelena rijeka